# Akademia Sibeliusa
Akademia Sibeliusa (fiń. Sibelius-Akatemia, szw. Sibelius-Akademin) – jedyna uczelnia muzyczna w Finlandii, od 2013 roku część Uniwersytetu Sztuki w Helsinkach (fiń. Taideyliopisto, szw. Konstuniversitetet, ang. University of the Arts Helsinki). 
W latach 1882–1924 funkcjonowała jako Helsiński Instytut Muzyczny, następnie jako Konserwatorium Helsińskie (1924–1939), a w 1939 roku została nazwana imieniem Jeana Sibeliusa, który w latach 1885–1889 studiował tu kompozycję i grę na skrzypcach, a później wykładał teorię muzyki i kompozycję.

## Historia
Uczelnia została założona w 1882 roku przez fińskiego kompozytora i muzykologa Martina Wegeliusa (1846–1906) jako Helsiński Instytut Muzyczny. O objęcie kierownictwa instytutu poproszono norweskiego kompozytora Edvarda Griega (1843–1907), który odmówił. Pierwszym dyrektorem został Wegelius, który pełnił tę funkcję aż do swojej śmierci w 1906 roku. Wegelius kładł nacisk na nauczanie kompozycji, sam wykładał w instytucie teorię muzyki, historię muzyki i solfeż. Zatrudnił nauczycieli z zagranicy, m.in. włoskiego kompozytora i pianistę Ferruccio Busoniego (1866–1924), norweskiego kompozytora i skrzypka Johana Halvorsena (1864–1935) oraz skrzypka Viktora Nováčka.  
W latach 1885–1889 w instytucie studiował kompozycję i grę na skrzypcach Jean Sibelius (1865–1957), który następnie uczył tu w latach 1892–1900 i 1907–1910.
Kolejnymi dyrektorami byli: w latach 1906–1907 – Armas Järnefelt (1869–1958), a w latach 1907–1911 – Karl Ekman. W 1911 roku prowadzenie instytutu objął Erkki Melartin (1875–1937), który podjął działania, aby rozszerzyć działalność placówki i przekształcić ją w konserwatorium. W 1912 roku utworzono wydział opery. Od 1914 roku nauczano gry na wszystkich instrumentach używanych w orkiestrach. W 1921 roku powstał wydział kształcenia nauczycieli muzyki, a w 1926 roku wydział muzyki wojskowej. W 1924 roku instytut zmienił nazwę na Konserwatorium Helsińskie. 
W latach 1936–1959 konserwatorium kierował pianista Ernst Linko (1889–1960), który utworzył wydział muzyki kościelnej z przyłączonego do uczelni w 1951 roku Helsińskiego Instytutu Kantorów-Organistów, a także wydział muzyki szkolnej (1957). W 1939 roku konserwatorium zmieniło nazwę na Akademię Sibeliusa. Za kolejnego rektora, Tanelego Kuusisto (1959–1971), w 1966 roku państwo fińskie przejęło większą część finansowania uczelni. Wówczas uczelnia zaczęła kształcić wyłącznie muzyków profesjonalnych.
W latach 1971–1981 uczelnią kierował Veikko Helasvuo i w 1980 roku akademia uzyskała status państwowej akademii muzycznej. Wówczas nauczanie zostało sformalizowane i uczelnia zaczęła nadawać stopnie naukowe. Po zmianach w systemie przyznawania stopni naukowych, te nadane przez Akademię Sibeliusa zostały zrównane z nadawanymi przez inne państwowe uczelnie w Finlandii. 
Za kadencji Ellen Urho w latach 1981–1987 akademia wprowadziła się do nowego gmachu (1983) i w tym samym roku otworzyła oddział w Kuopio. W 1998 roku akademia uzyskała status uniwersytetu. 
W 2013 roku trzy uczelnie: Akademia Sibeliusa, Akademia Sztuk Pięknych i Akademia Teatralna połączyły się w jeden uniwersytet – Uniwersytet Sztuki w Helsinkach. Akademia Sibeliusa, od tego momentu oficjalnie Akademia Sibeliusa Uniwersytetu Sztuk w Helsinkach, stała się jednym z wydziałów nowej instytucji. Od 2017 do 2020 roku dziekanem akademii był Kaarlo Hildén. Od 2021 roku dziekanem jest Emilie Gardberg. 
Akademia Sibeliusa jest jednym z organizatorów Międzynarodowego Konkursu Skrzypcowego imienia Jeana Sibeliusa, organizowanego w Helsinkach co pięć lat.

## Struktura uczelni
Akademia ma 15 wydziałów (stan na 2018 rok):
- Wydział instrumentów klasycznych: fortepianu
- Wydział instrumentów klasycznych: akordeonu
- Wydział instrumentów klasycznych: gitary
- Wydział instrumentów klasycznych: kantele
- Wydział muzyki kościelnej
- Wydział wokalistyki, opery i nauczania opery
- Wydział instrumentów klasycznych: dętych
- Wydział instrumentów klasycznych: perkusji
- Wydział instrumentów klasycznych: harfy
- Wydział instrumentów klasycznych: smyczkowych
- Wydział kompozycji i teorii muzyki
- Wydział muzyki dawnej
- Wydział jazzu
- Wydział edukacji muzycznej
- Wydział muzyki ludowej

Akademia prowadzi również studia doktoranckie, m.in. szkoły doktoranckie DocMus i MuTri (stan na 2018 rok).

## Władze uczelni

### Rektorzy
- Martin Wegelius (1882–1906)
- Armas Järnefelt (1906–1907)
- Karl Ekman(inne języki) (1907–1911)
- Erkki Melartin (1911–1936)
- Ernst Linko(inne języki) (1936–1959)
- Taneli Kuusisto (1959–1971)
- Veikko Helasvuo(inne języki) (1971–1981)
- Ellen Urho(inne języki) (1981–1987)
- Tuomas Haapanen(inne języki) (1987–1990)
- Erkki Rautio(inne języki) (1990–1993)
- Lassi Rajamaa(inne języki) (1993–1999)
- Pekka Vapaavuori(inne języki) (1999–2004)
- Gustav Djupsjöbacka(inne języki) (2004–2012)
- Tuomas Auvinen (2012–2013)

### Dziekani
- Tuomas Auvinen (2013–2017)
- Kaarlo Hildén (2017–2020)
- Emilie Gardberg(inne języki) (2021– )